# Danuta Ciborowska
Danuta Ciborowska (ur. 18 września 1947 w Krasnymstawie) – polska polityk, nauczycielka, posłanka na Sejm II, III i IV kadencji (1993–2005), posłanka do Parlamentu Europejskiego V kadencji (2004).

## Życiorys
Ukończyła w 1982 studia na Wydziale Humanistycznym Wyższej Szkoły Pedagogicznej w Olsztynie. W latach 1966–1997 pracowała jako nauczycielka w szkołach podstawowych, była m.in. wicedyrektorem i dyrektorem SP nr 14 w Olsztynie. Przez następne cztery lata zasiadała we władzach regionalnych Związku Nauczycielstwa Polskiego.
Od 1988 do 1990 zasiadała w Miejskiej Radzie Narodowej Olsztyna. Była sekretarzem rady wojewódzkiej i członkinią rady krajowej Socjaldemokracji Rzeczypospolitej Polskiej, a w 1999 weszła w skład rady krajowej Sojuszu Lewicy Demokratycznej. W latach 1993–2005 sprawowała mandat posłanki na Sejm II, III i IV kadencji z ramienia SLD, wybranej w okręgach olsztyńskim i elbląskim. Od maja do lipca 2004 była deputowaną do Parlamentu Europejskiego.
W 2005 bezskutecznie ubiegała się o mandat senatora, a rok później o mandat radnej sejmiku warmińsko-mazurskiego z listy koalicji Lewica i Demokraci. W przedterminowych wyborach parlamentarnych w 2007 z listy LiD ponownie bez powodzenia kandydowała do Sejmu. Rok później wystąpiła z SLD.
W 2009 zarejestrowała się w wyborach na urząd prezydenta Olsztyna z ramienia lokalnego Porozumienia Olsztyńskiego. Jej kandydatura została wsparta przez ugrupowania tworzące Porozumienie dla Przyszłości, a także przez byłego prezydenta Olsztyna Czesława Małkowskiego. W wyborach zdobyła 2092 głosy, zajmując czwarte miejsce. W 2011 bezskutecznie ubiegała się o mandat poselski jako bezpartyjna kandydatka na liście PO (z rekomendacji Socjaldemokracji Polskiej). Ponadto bez powodzenia kandydowała do rady Olsztyna w 2010 z listy komitetu Piotra Grzymowicza i w 2014 z listy Platformy Obywatelskiej. Mandat radnej objęła jednak w 2015. W wyborach w 2018 nie ubiegała się o reelekcję.